# 松村良之
松村 良之（まつむら よしゆき、1947年 - ）は、日本の法学者。専門は法社会学。北海道大学名誉教授。

## 略歴
1947年生まれ。1969年東京大学法学部卒業。東京大学法学部助手。
1975年4月北海道大学法学部助教授。1984年4月北海道大学法学部教授。1998年北海道大学法学部長。2000年北海道大学大学院法学研究科附属高等法政教育研究センター教授。2006年10月北海道大学退官。同名誉教授。
千葉大学法経学部教授。2009年千葉大学大学院人文社会科学研究科教授。2012年千葉大学退官。
明治大学研究・知財戦略機構客員研究員。明治大学法と社会科学研究所客員研究員。千葉大学大学院専門法務研究科非常勤講師（法社会学担当）。法政大学専門職大学院法務研究科非常勤講師（法と経済学担当）。  
この他、千葉大学法経学部で1993年、1994年に非常勤講師を務めている。また、2000年に国際交通安全学会賞を受賞。

## 研究領域
専門は法社会学。さらに，その周辺的な研究領域として、法心理学、法と経済学、犯罪の経済学、人工知能と法なども研究。

## 著書
- 上原行雄・長尾龍一編『自由と規範 : 法哲学の現代的展開』（分担執筆、東京大学出版会、1985年）
- 環太平洋法律家会議組織委員会編『環太平洋時代と法』（分担執筆、東信堂、1991年）
- ジェイムズ・M・インヴァラリティ著、川本哲郎・宮澤節生・土井隆義と共訳『刑事法の法社会学―マルクス・ヴェーバー・デュルケム』（東信堂、1994年）
- 六本佳平編『法社会学の新地平』（分担執筆、有斐閣、1999年）
- 田村善之編『情報・秩序・ネットワーク (北海道大学法学部ライブラリー)』（分担執筆、北海道大学出版会、1999年）
- 和田仁孝・阿部昌樹・太田勝造共編『法と社会へのアプローチ (Series Law in Action)』（分担執筆、日本評論社、2004年）
- 村山眞維と共編『現代日本の紛争処理と民事司法  1』（東京大学出版会、2010年）
- 長谷川晃編『法のクレオール序説-法融合の秩序学 (分担執筆、北海道大学大学院法学研究科研究選書6)』（北海道大学出版会、2012年）